# 연관 논리
연관 논리(Relevance logic)는 함의의 선행과 결과가 관련성을 갖도록 요구하는 일종의 비고전적 논리이다. 이는 하위 구조 또는 모달 논리 계열로 볼 수 있다. 보편적이지는 않지만 일반적으로 영국, 특히 호주 논리학자들은 관련 논리라고 부르고, 미국 논리학자들은 관련 논리라고 부른다.
연관 논리는 고전적인 진리 함수 논리에서 "물질적 함축" 연산자에 의해 무시되는 함축의 측면, 즉 참 함의의 선행과 조건 사이의 관련성 개념을 포착하는 것을 목표로 한다. 이 아이디어는 새로운 것이 아니다. C. I. 루이스는 고전 논리학이 거짓이 모든 명제를 암시한다는 원리와 같은 물질적 암시의 역설을 허용한다는 근거로 양상 논리, 특히 엄격한 암시를 발명하게 되었다. 그러므로 "내가 당나귀라면 둘 더하기 둘은 넷이다"는 물질적 함축으로 번역될 때 참이지만, 참 함축은 어떤 관련성 개념에 의해 선행사와 후행을 함께 묶어야 하기 때문에 직관적으로 거짓인 것처럼 보인다. 그리고 말하는 사람이 당나귀인지 아닌지는 2 더하기 2가 4인지 여부와 전혀 관련이 없는 것 같다.
명제 미적분학의 구문적 제약 측면에서 전제와 결론이 원자 공식(논리적 연결을 포함하지 않는 공식)을 공유하는 것이 필요하지만 충분하지는 않다. 술어 계산에서 관련성은 전제와 결론 사이에 변수와 상수를 공유해야 한다. 이는 예를 들어 자연 공제 시스템의 규칙에 특정 제한을 가함으로써 (더 강력한 조건과 함께) 보장될 수 있다. 특히 피치(Fitch) 스타일의 자연 연역은 추론 결론과 관련된 전제를 나타내는 추론 응용의 각 줄 끝에 태그를 도입하여 관련성을 수용하도록 조정할 수 있다. 겐젠(Gentzen) 스타일 순차 미적분은 수열의 오른쪽 또는 왼쪽에 임의의 공식을 도입할 수 있는 약화 규칙을 제거하여 수정할 수 있다.
연관 논리의 주목할만한 특징은 초일관적 논리라는 점이다. 즉, 모순이 있어도 "폭발"이 발생하지 않는다. 이는 결과와 어떤 명제 또는 술어 문자도 공유하지 않는 모순된 선행을 갖는 조건문은 참(또는 파생 가능)일 수 없다는 사실에서 비롯된다.

## 역사
연관 논리는 1928년 소련 철학자 이반 E. 올로프(1886 – 1936년경)가 마테마체스키 스보르니크(Matematicheskii Sbornik, 수학 모음집)에 게재된 엄격한 수학적 논문 "명제의 호환성 논리"에서 제안했다.

## 같이 보기
- 오류론